# Sistem informatic

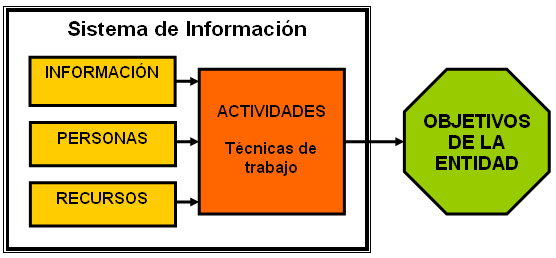
Diagrama elementelor care alcătuiesc un sistem informatic: datele de intrare -> tehnicile de rezolvare a problemei -> datele de ieșire

Un sistem informatic este un sistem care permite introducerea de date prin procedee manuale sau prin culegere automată de către sistem, stocarea acestora, prelucrarea lor și extragerea informației (rezultatelor) sub diverse forme.
Componentele sistemului informatic sunt: calculatoarele, programele, rețelele de calculatoare și utilizatorii. Exemple: cartea de telefoane a unui anumit operator, repertoriul de legi inclusiv funcția lor activă și pasivă, bănci de date medicale, sistemele de colectare și analiză a datelor furnizate de un telescop și multe, multe altele.
În ceea ce privește structura lor, multe sisteme informatice folosesc într-o măsură mai mică sau mai mare redundanța pentru a mări fiabilitatea, așa de ex. prin dublarea, oglindirea discurilor dure (HDD), astfel încât defectarea eventuală a unuia să nu conducă la pierderea totală a datelor (conceptul RAID).
Programele cu care pot fi realizate sistemele informatice sunt de exemplu: serverul web Apache, modulul PHP, baza de date MySQL. 

## Clase de sisteme informatice
- Sistem de calcul numeric
- Sistem informatic de administrare
  - Sistem informatic de administrare medical
- Sistem de gestiune a bazelor de date
- Sistem de culegere a datelor